# Copa Valais de 2015
A Copa Valais de 2015 foi a 3ª edição dessa competição organizada pela Matchworld Football S.A.. Realizou-se entre os dias 7 e 15 de julho nas localidades de Savièse, Lens, Soleura, na Suíça e um jogo na localidade de Aix-les-Bains, na França. 
A edição de 2015 incluiu cinco equipes que disputaram dois jogos cada. Esta edição foi a primeira que a equipa da casa venceram, o FC Sion. Nesta edição, os organizadores tiveram dificuldade em encontrar estádios sede, pois a cidade de Savièse recusou-se a receber o Basel e as cidades de Annecy e Évian-les-Bains recusaram-se a hospedar o jogo do PSV Eindhoven.

## Classificação
| Rang | Equipe           | Pts | J | V | Vp | Dp | D | GP | GC | SG |
| ---- | ---------------- | --- | - | - | -- | -- | - | -- | -- | -- |
| 1    | Sion             | 6   | 2 | 2 | 0  | 0  | 0 | 4  | 2  | +2 |
| 2    | Shakhtar Donetsk | 3   | 2 | 1 | 0  | 0  | 1 | 5  | 4  | +1 |
| 3    | Basel            | 3   | 2 | 1 | 0  | 0  | 1 | 4  | 5  | -1 |
| 4    | PSV Eindhoven    | 3   | 2 | 1 | 0  | 0  | 1 | 4  | 3  | +1 |
| 5    | Lyon             | 0   | 2 | 0 | 0  | 0  | 2 | 0  | 3  | -3 |

## Jogos
| 7 de julho    | Sion                                          | 3 – 2 | Shakhtar Donetsk         | Estádio St-Germain, Savièse          |
| 19:00 (UTC+2) | Ziegler 22' · Salatić 37' (pen.) · Konaté 41' |       | 23', 45+1' Alex Teixeira | Público: 1 500 Árbitro: Sascha Amhof |

| 9 de julho    | Basel    | 1 – 3 | Shakhtar Donetsk              | Estádio du Christ-Roi, Lens              |
| 19:00 (UTC+2) | Janko 5' |       | 33', 70' Hladkyi · 85' Marlos | Público: 1 200 Árbitro: Stephan Klossner |

| 11 de julho   | PSV Eindhoven               | 2 – 3 | Basel                                         | Estádio FC Solothurn, Soleura            |
| 17:00 (UTC+2) | Bergwijn 37' · Narsingh 81' |       | 23' (pen.) Gashi · 45+2' Embolo · 90+3' Callà | Público: 1 950 Árbitro: Adrien Jaccottet |

| 11 de julho   | Sion         | 1 – 0 | Lyon | Estádio St-Germain, Savièse |
| 19:45 (UTC+2) | Carlitos 22' |       |      | Público: 4 050              |

| 15 de julho   | Lyon | 0 – 2 | PSV Eindhoven           | Estádio Forestier, Aix-les-Bains |
| 19:30 (UTC+2) |      |       | 77' (pen.), 88' Locadia | Público: 4 050                   |

## Premiação

### Campeão
| Copa Valais de 2015      |
| Portugal                 |
| ------------------------ |
| Sion Campeão (1º título) |

### Artilharia
| 2 gols (3) - Alex Teixeira (Shakhtar Donetsk) - Hladkyi (Shakhtar Donetsk) - Locadia (PSV Eindhoven) | 1 gol (11) - Bergwijn (PSV Eindhoven) - Callà (Basel) - Carlitos (Sion) - Gashi (Basel) - Janko (Basel) | - Karlen (Basel) - Konaté (Sion) - Marlos (Shakhtar Donetsk) - Narsingh (PSV Eindhoven) - Salatić (Sion) - Ziegler (Sion) |